# 千崎如幻
 千崎 如幻 （せんざき にょげん、1876年10月5日? - 1958年5月7日）は、サハリン出身の日本の臨済宗の僧侶、20世紀初期にアメリカに禅を広めた。
義弟に彫刻家の工藤敬三（旧名：千崎敬蔵）がいる。

## 経歴

### 幼少時
彼の幼少の頃の詳細は曖昧である。青森県深浦町の記録によれば、彼は1876年の10月5日の生まれで、千崎家の長男で名前は「愛蔵」であるとする。
彼の祖母の話によれば、彼は幼少の頃サハリンで親に捨てられ、青森から渡った漁師に拾われたとするが、僧侶に拾われたという説もある。
彼の実の父は不明で、ロシア人、或いは中国人とも言われる。

### 出家前
彼が5歳の時に養母がなくなった。そこで、彼は養祖父のいる浄土宗の寺院に引き取られ、そこで中国古典を学んだ。養祖父は彼に強い影響を及ぼした。彼は後にこう書いている。「仏教者として、名声と評判と世俗を回避する生き方を教えられた」
彼が16歳の時に養祖父が亡くなった。死の直前に彼に「あなたがもし僧侶になりたいと思っていても、私が今の日本の仏教の状況を見る限り、残念ながら後悔することになるかもしれない。よく考えてほしい」と言った。
養祖父の死後、彼は寺院を離れ、医学予備校の東奥義塾に入った。義塾ではベンジャミン・フランクリンの自叙伝を読み、その自己洞察法を模倣しようとした。キリスト教 にも惹かれたが、彼に松尾芭蕉について教えた俳人に師事した。
18歳になるまで、彼は一切経を読み終えた。徳山宣鑑が『金剛経』の注釈を焼き捨てたことを知ったのも、この時だった。これが転機となり、彼は禅僧になることを決めた。

### 出家後
1895年4月8日の仏祖降誕会の日、19歳の彼は曹洞宗の寺院で出家し、「如幻」の戒名を与えられた。 如幻の意味は「夢の如く、幻想の如く」であり、『金剛経』から採られた 。
彼は臨済宗を希望していたが、青森にはなかった。そこで鎌倉の円覚寺に行き、釈宗演に師事した。宗演は非常に荒っぽい教師だった。
この間に彼は結核にかかり、境内の仮設の延寿堂で養生していた。翌年、死の寸前からなんとか回復し、僧堂に戻った。
この時、彼は同じく宗演に師事していた鈴木大拙と会った。その時彼は僧堂生活に悩み、書籍に回帰していた。そこで彼は幼稚園の創始者のフリードリヒ・フレーベルの業績を知った。
1901年に彼は宗演に幼稚園を開きたいと述べた。そこを「仏苗学園」と名付け 、無宗教で子供が子供らしくある場所とした。

### 渡米
20世紀初頭、ナショナリズムの台頭で日本は危機的な状況となった。
1905年、釈宗演は友人からサンフランシスコでの仏教の講義を頼まれた。そこで彼は侍者に指名された。彼はナショナリズムの雰囲気に嫌悪感があり、また禅の布教の糸口となると考え、その機会に飛びついた。
そして彼らはまずシアトルに滞在し、数日後サンフランシスコに移動した。
2度日本に帰る時、宗演は彼も帰るものと思っていたが、彼に迷いが生じているのを見た。ゴールデンゲートパークにて宗演は彼に次のように言った。「この大都市を見て、その気持ちがあなたの中で勝るか確かめて下さい。私のことは考えなくて良い」
その言葉を残し、宗演は彼を置いて帰日した。2人はその後2度と会うことはなかった。
彼は1955年に友人の中川宋淵を訪ねるために来日した以外はアメリカを離れなかった。
彼はサンフランシスコで、布教の費用を稼ぐためにホテルのボーイやエレベーター係など様々な仕事をした。
仕事の空き時間にはサンフランシスコ公共図書館でイマヌエル・カントやラルフ・ワルド・エマソン、ウィリアム・ジェームズの本を読んだ。
彼は英語を学び、コツを見つけた。

### 移動坐禅堂
1919年に彼は宗演が遷化したとの知らせを受けた。この時彼は『101の禅話』を編纂した。
1922年には、禅を講義・実践する場所を借りる費用の目途が着いた。彼は場所から場所を移動して講義し続けた。1927年までに移動坐禅堂を開発した。移動中に持って行く物は文殊菩薩の写真1葉だけだった。
結局、何人かの参禅者の支援を受け、彼はサンフランシスコ内にアパートを借りた。
この間に日本から兄弟弟子の古川尭道が教えに来た。
1930年代にはロサンゼルスに移動し、またアパートを借りつつ移動坐禅堂を続けた。すると、そこの日系人社会と親しくなった。
1932年には知的障害の息子を持つ棚橋キンという日系人女性を助けた。彼は貸間と食事を引き換えにその子の世話をした。彼に中川宋淵の俳句を伝えたのは、棚橋夫人だった。中川の俳句に彼は非常に感銘を受け、その後連絡を取り合うようになった。
太平洋戦争勃発後、彼は何万人もの日系人と共にワイオミングのハートマウンテン移住センターで過ごした。
戦後はロサンゼルスに戻り、移動坐禅堂を続けた。残りの人生を禅の普及に情熱を持って注いだ。この時の教え子の中に、ロバート・ベーカー・アイトケンやサミュエル・ルイスと、徐京ボウがいる。更に彼は中川宋淵から日本の僧堂生活になじめない若い僧も預かった。
彼は1958年5月7日に81歳で遷化した。最後の言葉は「法を忘れるな、法を忘れるな、法を忘れるな」だった。

## 著書
- Buddhism and Zen（Ruth Strout McCandlessとの共著）ISBN 0-86547-315-3
- The Iron Flute（Ruth Strout McCandlessとの共著）ISBN 0-8048-3248-X
- Zen Flesh, Zen Bones: A collection of Zen and Pre-Zen Writings（Paul Repsとの共著）ISBN 0-385-08130-8
- Eloquent Silence: Nyogen Senzaki's Gateless Gate（Roko Sherry Chayatとの共著）ISBN 0-86171-559-4